# Феодор (митрополит Київський)
Феодо́р (Теодор, † 22 серпня 1163) — Митрополит Київський і всієї Русі.
Феодор за походженням був грек. У серпні 1161 року був поставлений Митрополитом Київським і всієї Русі. 
Його поставили митрополитом, щоб подолати розкол у Руській церкві, спричинений тим, що одна частина єпархій (володимирська та турівська) підтримувала митрополита Климента Смолятича, а інша — грека Константина I. Ф. спирався на підтримку київського князя Ростислава Мстиславича.
Виступав посередником у міжкнязівських конфліктах. Очолив боротьбу проти т. зв. леонтиніанської єресі (конфлікт із приводу
дотримання посту), яку представляв ростово-суздальський єпископ Леонтій. Організував у Києві диспут із Леонтієм після
того, як його вигнав з кафедри владимиро-суздальський князь Андрій Боголюбський. Диспут був перенесений до Візантії, де в присутності імператора Мануїла I Комніна єресь Леонтія було засуджено.
Помер Митрополит 22 серпня 1163 року.